# Francesco Canero Medici
Francesco Canero Medici (São Paulo, 1º gennaio 1886 – Roma, 19 maggio 1946) è stato un diplomatico e politico italiano.

## Biografia
Francesco Canero Medici, conosciuto anche come Franco, apparteneva ad una famiglia italiana. Il padre Raffaele Gaetano (1859-1925), emigrato in Brasile, attorno al 1880, era originario di Polla, in provincia di Salerno.
Unico figlio maschio, con cinque sorelle, si sposò a Riga con Anna Amalia Ludovica, da cui divorziò successivamente. Nel 1936, si risposò ad Asmara, in Eritrea, con Eileen Alison Mander, con cui deciderà un secondo divorzio. Ebbe due figli.

### Carriera
Collaboratore del Duca degli Abruzzi Luigi Amedeo nella nascita e nell'amministrazione del Villaggio Duca degli Abruzzi nella Somalia italiana.
Fu reggente Generale della Somalia, console ad Aden, Lorenzo Marquez e Mogadiscio. Dopo la conquista dell'Etiopia e la creazione dell'Africa Orientale Italiana, Medici fu nominato Governatore di Addis Abeba nel 1938, e collaborò con il Viceré Amedeo di Savoia, duca d'Aosta, nella gestione amministrativa coloniale.
Prefetto di Tripoli nel 1939 fino al 1941, collaborò con Italo Balbo alla nascita del villaggio Mathamura che insieme ad altri villaggi in tutta la Libia costituirono l'intensa opera di colonizzazione dell'entroterra libico.
Fu insignito di vari titoli onorifici per il suo merito politico.

## Onorificenze
Medici conseguì le seguenti onoroficenze: